# 2006 au Canada
Pour un article plus général, voir Chronologie du Canada.
Cet article traite des événements qui se sont produits durant l'année 2006 au Canada.

## Événements

### Janvier
- 23 janvier : élection fédérale canadienne de 2006. Le Parti conservateur du Canada fait élire 124 députés à la Chambre des communes du Canada, défaisant les libéraux de Paul Martin, qui formeront l'opposition officielle. Stephen Harper est élu premier ministre du Canada à la tête d'un gouvernement minoritaire. Il sera assermenté le 6 février.

### Février
- 1er février : transformation des Forces canadiennes voyant la création du Commandement Canada, du Commandement de la Force expéditionnaire du Canada, du Commandement des Forces d'opérations spéciales du Canada et du Commandement du soutien opérationnel du Canada.

- 4 février : course à la direction du PLC. La course à la succession de Paul Martin bat de l'aile, plusieurs successeurs potentiels ont refusé de participer à la course à la direction du Parti libéral du Canada, tel que Frank McKenna (ambassadeur démissionnaire du Canada aux États-Unis) ainsi que les anciens ministres libéraux Brian Tobin, John Manley et Allan Rock.

- 6 février : assermentation du premier ministre et du 28e conseil des ministres du Canada. La Cérémonie d'assermentation du 28e conseil des ministres du Canada et du 22e premier ministre, Stephen Harper, à  Rideau Hall, la résidence officielle de la gouverneure générale du Canada, Michaëlle Jean. La controverse est suscitée par la nomination du transfuge David Emerson, qui a été élu sous la bannière du Parti libéral à peine deux semaines auparavant, et de l'organisateur conservateur Michael Fortier, qui n'a pas été candidat aux élections et qui sera nommé temporairement au Sénat afin qu'il puisse siéger au Cabinet.

- 11 février : élection du chef du Parti progressiste-conservateur de la Nouvelle-Écosse. Rodney MacDonald est élu chef du Parti progressiste-conservateur de la Nouvelle-Écosse. Il sera donc, à l'âge de 34 ans, le prochain et le deuxième le plus jeune premier ministre de la Nouvelle-Écosse, succédant au premier ministre démissionnaire John Hamm, Rodney sera en poste le 24 février.

- 24 février : première rentrée au poste du nouveau premier ministre de la Nouvelle-Écosse Rodney MacDonald.

### Mars
- 2 au 7 mars : Championnats du monde juniors de ski alpin au Mont Sainte-Anne et au Massif de Charlevoix.

### Juin
- 13 juin : élection générale en Nouvelle-Écosse — le Parti progressiste-conservateur perd sa majorité, mais réussit néanmoins à former un gouvernement minoritaire à la Chambre d'Assemblée ; le NPD néo-écossaise forme l'opposition officielle.

### Juillet
- 14 au 22 juillet : Championnats du monde de crosse au champ à London en Ontario
- 19 juillet : 10e anniversaire du Déluge du Saguenay.
- 29 et 30 juillet : Championnats du monde de duathlon à Corner Brook à Terre-Neuve-et-Labrador

### Août
- 20 août : Coupe du monde de slalom (canoë-kayak) à Madawaska en Ontario

### Septembre
- 5 septembre : établissement des relations diplomatiques entre le Canada et le Monténégro
- 13 septembre : une Fusillade au collège Dawson a fait 2 mort à Montréal.

- 18 septembre : élection générale au Nouveau-Brunswick — le gouvernement progressiste-conservateur est défait par l'Association libérale et Shawn Graham succède à Bernard Lord au poste de Premier ministre.

- 30 septembre : effondrement du viaduc de la Concorde à Laval.

### Octobre
- 10 octobre : élection générale en Yukon — le Parti du Yukon conserve sa majorité à l'Assemblée législative ; le Parti libéral forme l'opposition officielle.
- 22 au 24 octobre : Premier Canadian Open Championship du World Poker Tour au Fallsview Casino Resort à Niagara Falls
- 25 au 29 octobre : Premier North American Poker Championship du World Poker Tour au Fallsview Casino Resort à Niagara Falls

### Novembre
- 6 au 12 novembre : Premier Défi mondial junior A au Farrell Agencies Arena à Yorkton
- 7 au 11 novembre : Coupe des quatre nations au Kitchener Memorial Auditorium à Kitchener

## À surveiller
- Championnats du monde toutes épreuves de patinage de vitesse à Calgary
- Six Jours de Burnaby

## Naissances en 2006
- 25 octobre : Krista et Tatiana Hogan (en), frères siamois.

## Décès en 2006
- 4 janvier : Irving Layton, poète.
- 11 mars : Bernard Geoffrion, joueur et entraîneur de hockey sur glace.
- 25 avril : Jane Jacobs, auteur et urbaniste.
- 12 juin : Kenneth Thomson, homme d'affaires.
- 23 juillet : Jean-Paul Desbiens, écrivain et religieux.
- 23 août : Maynard Ferguson, chef d'orchestre de jazz.
- 24 août : Léopold Simoneau, ténor.
- 24 août : John Weinzweig, compositeur.
- 29 septembre : Louis-Albert Vachon, cardinal.
- 16 octobre : Lister Sinclair animateur et scénariste.
- 22 novembre : John Allan Cameron, chanteur folk.